# Wilhelm Woldeck von Arneburg
Wilhelm Woldeck von Arneburg (* 4. Oktober 1838 in Arnim bei Stendal; † 31. Oktober 1877 in Plön) war ein deutscher Verwaltungsjurist im Königreich Preußen.

## Leben
Wilhelm Woldeck von Arneburg studierte an der Georg-August-Universität Rechtswissenschaften. 1859 wurde er Mitglied des Corps Saxonia Göttingen. Nach Abschluss des Studiums absolvierte er das Referendariat und legte 1867 das Assessorexamen ab. Er trat in den preußischen Staatsdienst ein und wurde 1870 Landrat des Kreises Schwetz. Von 1874 bis 1875 war er Landrat des Kreises Plön. Als Landrat a. D. starb er im Alter von 39 Jahren.